# Jean Gource
Jean Gource (1768-1837), né et mort à Pech (canton des Cabannes), prit la tête d'un important mouvement de grève des forgeurs de la haute vallée de l'Ariège sous le Premier Empire. 

## Biographie
Il devint le porte-parole des ouvriers des forges à la catalane en vue d'une augmentation des salaires. Arrêté, jugé, il fut finalement acquitté mais parvint à obtenir gain de cause. À la suite de ce mouvement, il occupa dans les équipes de forgeurs de la région une sorte de fonction analogue à celle d'un inspecteur du travail.
Au cours de ses tournées, il était nourri dans les forges. Il mourut à Pech, le 27 février 1837, à l'âge de 69 ans. Sa popularité resta très grande parmi les forgeurs de la Haute-Ariège.